# Kremmin
Die Gemeinde Kremmin gehört zum Amt Grabow im Landkreis Ludwigslust-Parchim in Mecklenburg-Vorpommern (Deutschland).

## Geografie
Die Gemeinde befindet sich zirka vier Kilometer südöstlich der Stadt Grabow an der Landesgrenze zu Brandenburg. Der Meynbach fließt an der südlichen Gemeindegrenze in Richtung Alte Elde.
Umgeben wird Kremmin von den Nachbargemeinden Prislich im Nordosten, Karstädt im Süden, Milow und Gorlosen im Südwesten sowie Grabow im Nordwesten.
Zur Gemeinde gehören die Ortsteile Kremmin und Beckentin.

## Geschichte
In beiden Ortsteilen entdeckte Urnen aus der Bronzezeit, welche heute im Heimatmuseum Grabow ausgestellt sind, weisen auf eine frühe Besiedlung der Gemarkung hin. Der Fund einer Kupfermünze des römischen Kaisers Severus Alexander aus dem Jahr 227 könnte auf einen römischen Handelsweg von Lenzen (Elbe) über Grabow nach Wismar hindeuten. Die erste urkundliche Erwähnung von Kremmin stammt aus dem Jahr 1353. Der Ortsname kommt aus dem Slawischen und bedeutet Kieselstein.
Am 1. Juli 1950 wurde die bis dahin eigenständige Gemeinde Beckentin eingegliedert.

## Politik

### Gemeindevertretung und Bürgermeister
Der Gemeinderat besteht (inkl. Bürgermeister) aus 6 Mitgliedern. Die Wahl zum Gemeinderat am 26. Mai 2019 hatte folgende Ergebnisse:
| Partei/Bewerber                     | Prozent | Sitze |
| ----------------------------------- | ------- | ----- |
| Wählergruppe Kremminer Heimatverein | 96,87   | 6     |

Bürgermeister der Gemeinde ist Ulf Riechert, er wurde mit 93,48 % der Stimmen gewählt.

### Dienstsiegel
Die Gemeinde verfügt über kein amtlich genehmigtes Hoheitszeichen, weder Wappen noch Flagge. Als Dienstsiegel wird das kleine Landessiegel mit dem Wappenbild des Landesteils Mecklenburg geführt. Es zeigt einen hersehenden Stierkopf mit abgerissenem Halsfell und Krone und der Umschrift „GEMEINDE KREMMIN“.

## Sehenswürdigkeiten
- Gutshaus in Beckentin, leerstehend und sanierungsbedürftig.

Gegenüber vom Gutshaus befindet sich auf einem Hügel der Rest eines Friedhofes.
Die Baudenkmale der Gemeinde sind in der Liste der Baudenkmale in Kremmin aufgeführt.

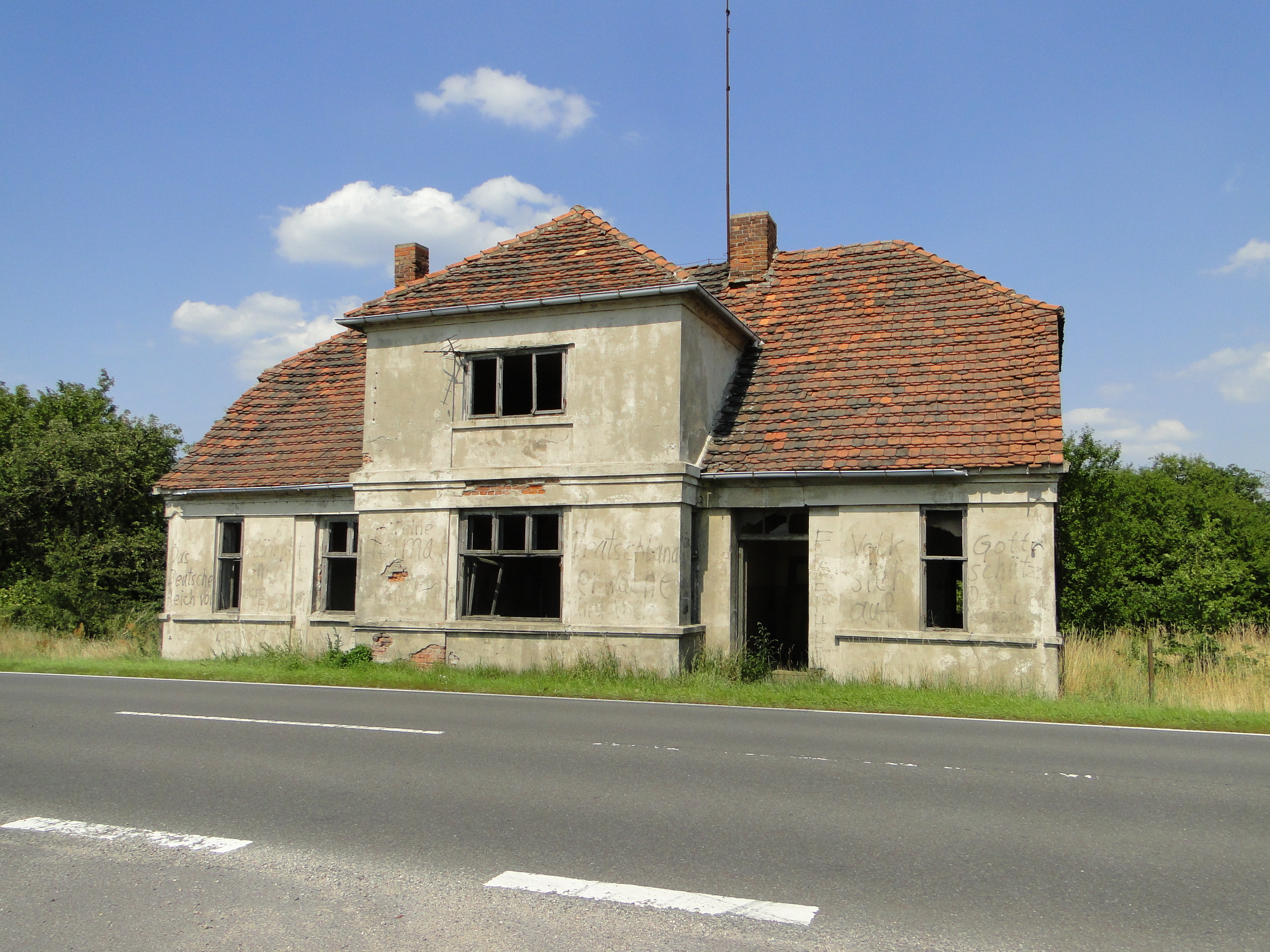
Ehemaliges Chausseehaus
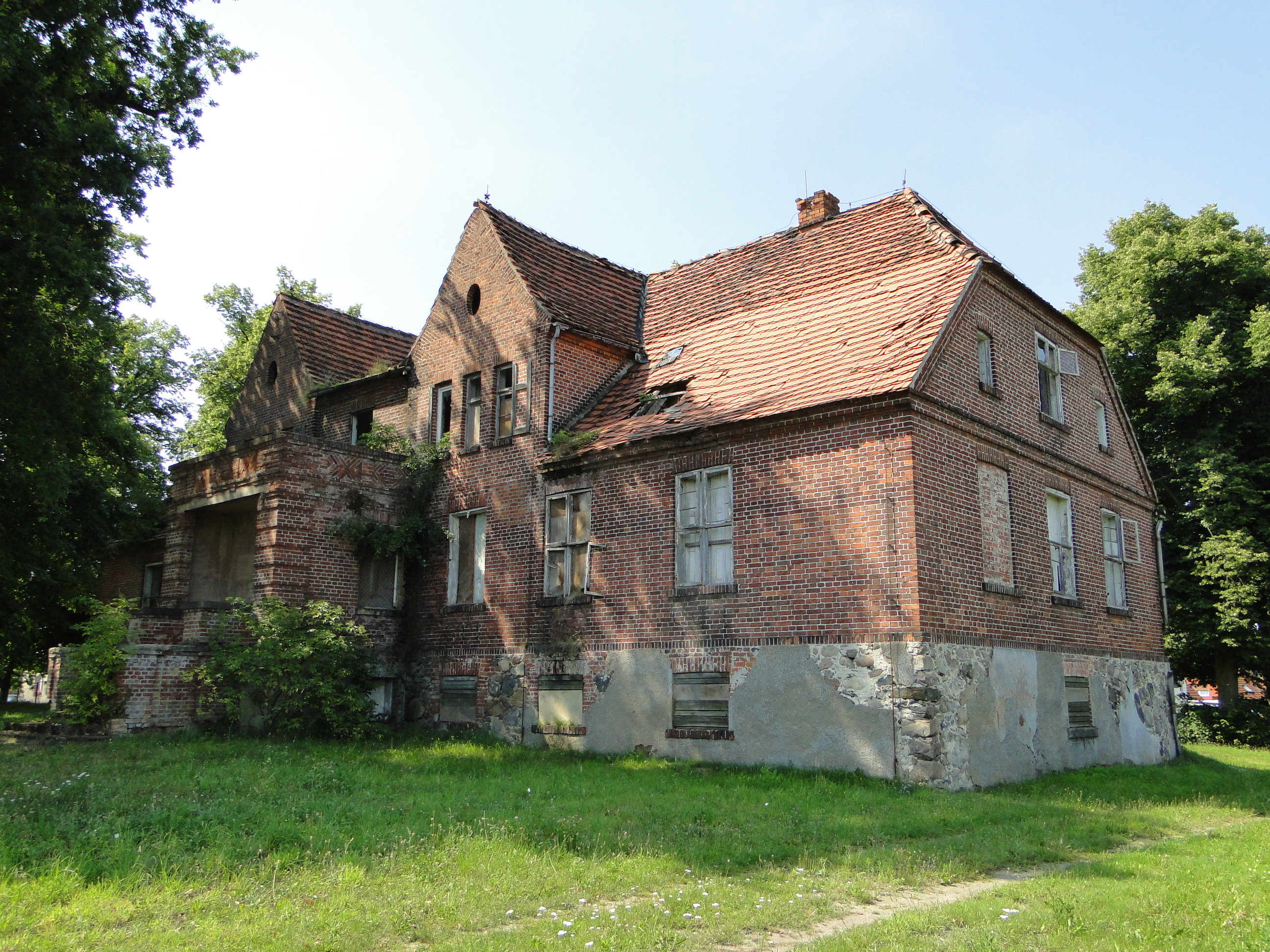
Ehemaliges Gutshaus Beckentin

## Verkehrsanbindung
Durch das Gemeindegebiet verläuft die Bundesstraße 5.